# Вождуга
Вождуга — река в России, протекает в Вологодской области, в Тотемском районе. Устье реки находится в 28 км по левому берегу реки Вожбал. Длина реки составляет 11 км.
Исток находится в 12 км к северо-востоку от деревни Кудринская (центр муниципального образования «Вожбальское») и в 18 км к северо-западу от Тотьмы. Вождуга течёт на юго-запад, незадолго до устья на правом берегу деревня Сродино. Впадает в Вожбал в 4 километрах от Кудринской.

## Данные водного реестра
По данным государственного водного реестра России, относится к Двинско-Печорскому бассейновому округу, водохозяйственный участок реки — Северная Двина от начала реки до впадения реки Вычегда, без рек Юг и Сухона (от истока до Кубенского гидроузла), речной подбассейн реки — Сухона. Речной бассейн реки — Северная Двина.
Код объекта в государственном водном реестре — 03020100312103000008060.